# Stefan Noltemeyer
Stefan Noltemeyer (* 30. Juni 1962) ist ein deutscher Musikproduzent, Musiker, Toningenieur und Autor. Als Toningenieur ist Stefan Noltemeyer unter anderem auf die Endbearbeitung von Tonaufnahmen (Mastering-Audio) spezialisiert. Allein für Sony Music hat er zwischen 1990 und 2005 mehr als 1000 Alben gemastert. Unter dem Künstlernamen LouPoe hat er fünf Soloalben produziert und als Gitarrist selbst eingespielt.
Zu den Themen Audio-Mastering und computergestützte Musikproduktion sind bisher zwei Fachbücher und zahlreiche Fachartikel unter seinem Namen erschienen.
Gemeinsam mit der Sängerin Eff komponierte und produzierte er unter dem Namen "Box Of Chocolates" drei Alben, zwei Maxi-Singles und einige Video Clips.

## Leben
Im Jahr 2013 war er für den Amadeus Austrian Music Award in der Kategorie Best Engineered Album für Table for Two von Dave Kaufmann nominiert.

## Diskografie
- Male Box, Happy Records Frankfurt/M. (2009)
- Discovery Box, Happy Records Frankfurt/M. (2011)
- Blues Box, Happy Records Frankfurt/M. (2014)
- Liminal, Box Of Chocolates (2016)
- 2Ness, Box Of Chocolates (2018)
- Sacrilege, Box Of Chocolates (2018)
- Unblind, Box Of Chocolates (2022)
- Sounds Like A Childhood, Box Of Chocolates (2023)
- Unlike Loupoe Project, LouPoe (2023)
- Harmonic Impressions, LouPoe (2025)

## Fachbücher
- Mastering. PPV Medienverlag, Bergkirchen, 2012, ISBN 978-3-941531-78-9
- Das Neue Digitale Tonstudio. PPV Medienverlag, Bergkirchen, 2015, ISBN 978-3-941531-91-8

## (Mastering u.a.)
- Hoffnungslos (Remastered Deluxe Edition)
- Es lebe der Zentralfriedhof (Remastered Deluxe Edition)
- Nie und nimmer (Remastered Deluxe Edition)
- Selbstbewusst (Remastered Deluxe Edition)
- 19 Class A Numbers (Remastered Deluxe Edition)
- Weiss wie Schnee (Remastered Deluxe Edition)
- Wie im Schlaf (Remastered Deluxe Edition)
- Good Time For Good Times (Rob Hardt)
- Excalibur V
- Let Me Love You (Miracle Thomas)
- Go Back And Make It Right (David A Tobin)